# Automattic
Automattic est une entreprise américaine d’édition de logiciels fondée en 2005 par l'informaticien américain Matthew Mullenweg. Elle développe notamment la plateforme wordpress.com, un outil de publication de sites et de blogs sur internet utilisant le système de gestion de contenu et projet open source WordPress, dont elle est l'un des principaux contributeurs.

## Historique
Le 1er juillet 2005, Matthew Mullenweg, âgé alors de 21 ans, fonde la startup Automattic à San Francisco en Californie pour diffuser le logiciel WordPress , qu'il développe principalement avec Ryan Boren depuis 2004.
Le 11 janvier 2006, le suisse Toni Schneider quitte Yahoo! pour devenir PDG d'Automattic.
En 2012, Automattic croît fortement. Elle réalise 45 millions de dollars de revenus avec un effectif de 60 développeurs répartis dans le monde, 70 millions de site web / blog réalisés avec WordPress visités par 300 millions de visiteurs mensuels. WordPress est alors n°2 des outils de publication de blogs derrière son concurrent direct TypePad de Six Apart.[réf. souhaitée]
Le 27 mai 2013 WordPress fête ses 10 ans et est présent sur « quelque 66 millions de sites (dont) 15% du million de sites les plus visités (alors) sur Internet ». WordPress.com est alors le nom de la plateforme de blogs officiels d'Automattic à laquelle s’ajoutent les sites indépendants conçus avec WordPress.
En août 2019, Tumblr, qui appartenait à ⁣⁣Verizon⁣⁣, est racheté par Automattic.
En 2025, Matt Mullenweg, le CEO, annonce  qu'Automattic va réduire sa contribution au projet open source de WordPress.

## Liste des logiciels distribués par Automattic

Logotype de WordPress

Outre les services et les outils (de suppression de spams, d'analyse du trafic, de personnalisation...) fournis par Automattic aux sites hébergés par des tiers, la société maintient de nombreux outils destinés aux développeurs utilisant son système de publication : possibilités techniques offertes par le CMS et catalogue de thèmes et d'extensions « sûrs », accessibles pour chaque site depuis le tableau de bord.
Automattic édite des applications et des services web développés autour de WordPress et intégrables avec celui-ci dont :
- WordPress VIP - BuddyPress - Gravatar - Jetpack - Plinky - VaultPress - woocommerce - VideoPress - bbPress ...